# Sesshaftigkeit

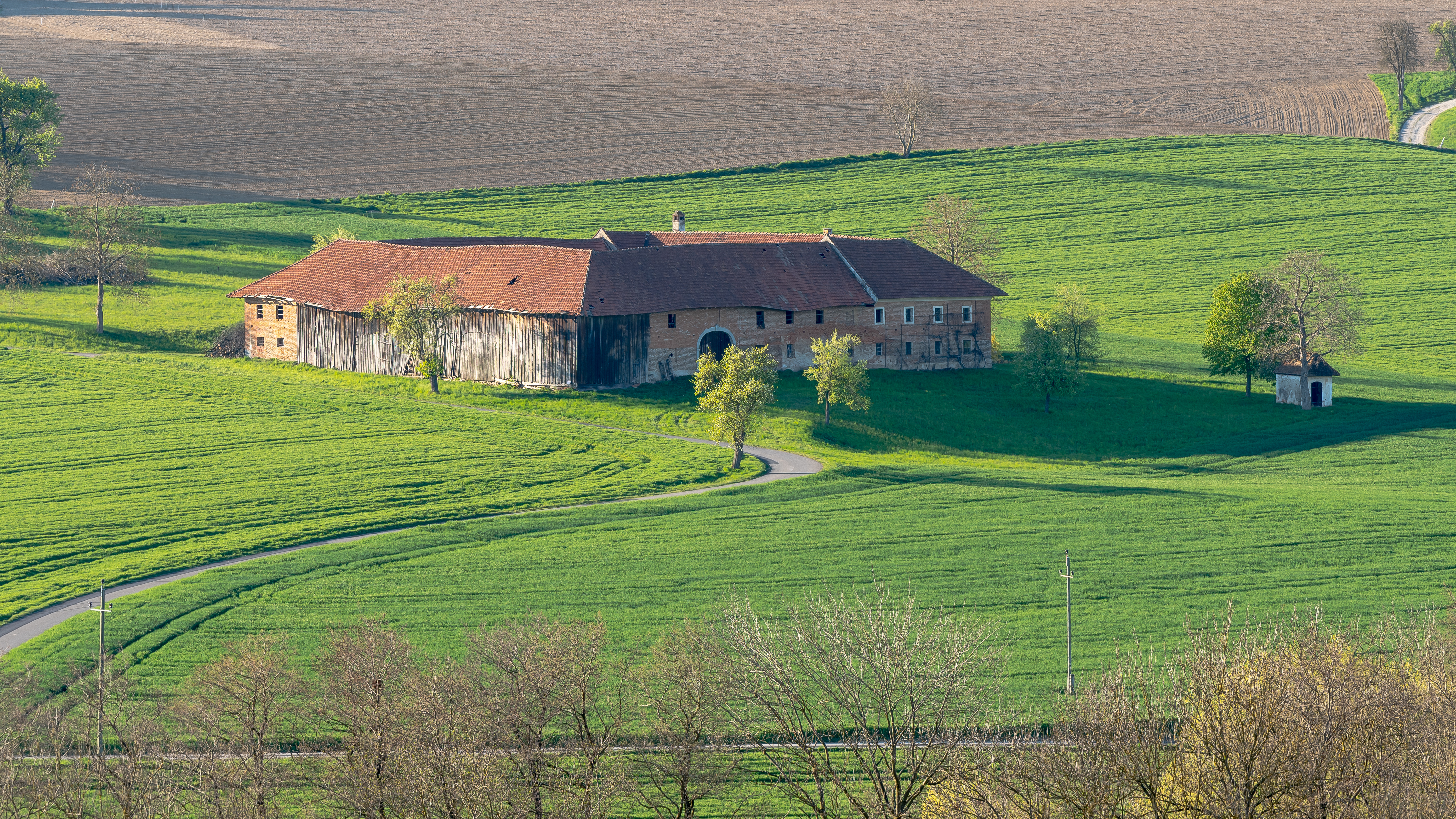
Die Landwirtschaft war nicht die erste Ursache der sesshaften Lebensweise, sondern sicherte ihre dauerhafte Beibehaltung

Als Sesshaftigkeit (von mittelhochdeutsch sitzen für ‚wohnen, regieren, besitzen, sich aufhalten, steckenbleiben‘ und  mittelhochdeutsch haft für ‚gebunden, gefangen‘  bzw. gotisch hafts für ‚behaftet‘ das heißt an einen Wohn-/Aufenthaltsort im Sinne  von (Land-)Besitz gebunden) wird das dauerhafte oder zumindest langjährige Wohnen an einem Ort bezeichnet, der Siedlung genannt wird. Der Grad der Sesshaftigkeit ist zumeist von der Verfügbarkeit der Nahrungsressourcen abhängig. Insofern ist davon auszugehen, dass einige wildbeuterisch lebende Gruppen der Ur- und Frühgeschichte, die in biomassereichen Gegenden lebten, bereits weit vor der Erfindung von Ackerbau und Viehzucht zumindest zeitweise sesshaft lebten (siehe auch Archäologische Wohnplatzfunde). Solange die vorherrschende Lebensweise noch eine nomadische Komponente enthält, wird von Halbsesshaftigkeit gesprochen, wie etwa bei der Transhumanz, dem Ranching oder anderen Formen der mobilen Tierhaltung noch üblich.
99,9 % der Weltbevölkerung sind sesshaft.

## Ursprünge und Ursachen

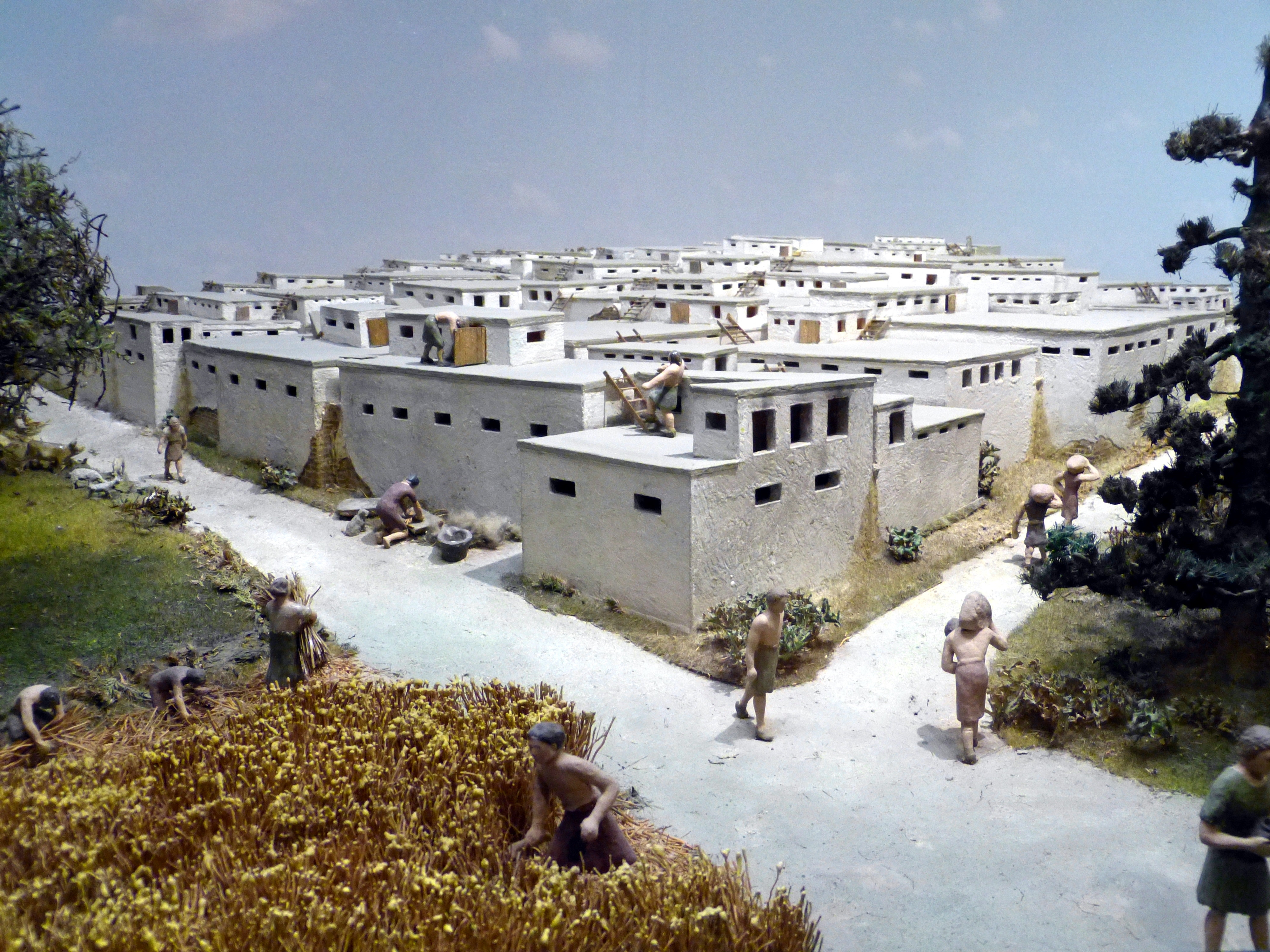
Modell von Çatalhöyük (7500–5700 v. Chr.) – eine der ältesten festen Siedlungen der Welt (Museum für Ur- und Frühgeschichte in Weimar)

Nach heutigem Kenntnisstand der Archäologie war die ortsfeste Landwirtschaft – die einen deutlich größeren Arbeitsaufwand erfordert und in ihrer ursprünglichen Form gegenüber der aneignenden Wirtschaftsform größere Risiken birgt – nicht die Ursache der Sesshaftigkeit, sondern ihre Folge. Es lässt sich belegen, dass in der Levante (Westliches Vorderasien) – in der es erstmals in der Menschheitsgeschichte zur neolithischen Revolution (Kultureller Wandel in Folge der Entwicklung produzierender Wirtschaftsweisen) kam – bereits viele Jahrtausende vor der Jungsteinzeit im Epipaläolithikum zu ortsfesten Ansiedlungen kam. Dies ist nicht ungewöhnlich, da auch von rezenten spezialisierten Jägern und Sammlern mehr oder weniger sesshafte Lebensweisen bekannt sind (beispielsweise ermöglicht durch Fisch, Meeresfrüchte oder Wasserreis). Beispiele dafür sind die Fundstelle Ohalo II, deren Nutzung auf bis zu 18.550 v. Chr. datiert wird, und Kharaneh IV.
Entsprechend ist für den nachfolgenden Zeitraum eine ansteigende Anzahl vorübergehender Siedlungen nachzuweisen, wenn auch ohne Belege für eine gezielte Erzeugung von Nahrungsmitteln. Vielmehr führten wohl große Bestände von Gazellen und natürliche Felder mit Wildgetreide zu diesen ersten Ansiedlungen. Aus der Kebarien-Kultur ist für die Zeit zwischen 15.300 und 14.400 v. Chr. ein Begräbnisplatz nachgewiesen, der offenbar über längere Zeit gepflegt wurde. Ein Nachweis für Nahrungsmittelproduktion gibt es an dieser Stelle allerdings nicht. Die nachfolgende Natufien-Kultur nutzte steinerne Häuser, die zwar nur periodisch genutzt, aber zum Teil über Jahrhunderte hinweg immer wieder an den gleichen Stellen errichtet wurden. Begünstigend auf die zeitweisen Natufien-Siedlungen wirkte das günstige Klima der Alleröd-Zwischeneiszeit (ca. 12. bis 10. vorchristliches Jahrtausend). Dadurch gedieh in der küstennahen Levante eine große Artenvielfalt und -dichte, die es den Menschen ermöglichte, ihre Schweifgebiete deutlich zu reduzieren und länger an einem Ort zu wohnen (Dies trifft auch auf einige Lebensräume des mittelsteinzeitlichen Europas zu).
Um 11.000 v. Chr. wurde nachweislich Wildgetreide angepflanzt, vermutlich um die Überjagung der Gazellenherden im Umkreis der Siedlungen zu kompensieren. In der Mitte des 11. Jahrtausends führte der drastische Kälteeinbruch der jüngeren Dryaszeit zu einer rapiden Verarmung der biologischen Vielfalt der Levante. Die Menschen waren nun gezwungen, saisonale Nahrungsengpässe zu überbrücken. Da sie wahrscheinlich nicht mehr bereit oder in der Lage waren, die sesshafte Lebensweise aufzugeben – die u. a. von einer Anhäufung materieller Besitztümer und der Herausbildung  sozialer Schichten und völlig neuer -Strukturen gekennzeichnet war –, musste der Getreideanbau intensiviert werden, um die Ernährung sicherzustellen. Sicher ist von dauerhaft genutzten Siedlungen ab dem Präkeramischen Neolithikum B ab etwa 8800 v. Chr. zu sprechen. Von der Levante breitete sich der Ackerbau nach Europa, Afrika und Zentralasien aus. Ob die dort jeweils akkulturierten Ethnien bereits (halb-)sesshaft waren oder die Sesshaftigkeit im Zuge der neuen Lebensweise übernahmen, muss von Fall zu Fall betrachtet werden.
Ebenfalls vom Orient ausgehend verbreitete sich mit der Spezialisierung auf die Viehzucht der Hirtennomadismus in Eurasien und Afrika, der vor allem in kargen Räumen, in denen kein Pflanzenanbau möglich war, eine Subsistenzgrundlage bot, die jedoch keine oder nur eine teilweise Sesshaftigkeit (Halbnomadismus) ermöglichte.